# Puente del Severn
El puente del Severn (en inglés Severn Bridge, en galés Pont Hafren) es un puente colgante sobre el río Severn, construido cerca de su desembocadura en el canal de Bristol e inaugurado por la reina Isabel II en 1966. Inicialmente, el pilar principal de este puente colgante era una estructura de acero hueco, en lugar de una estructura maciza.

## Situación

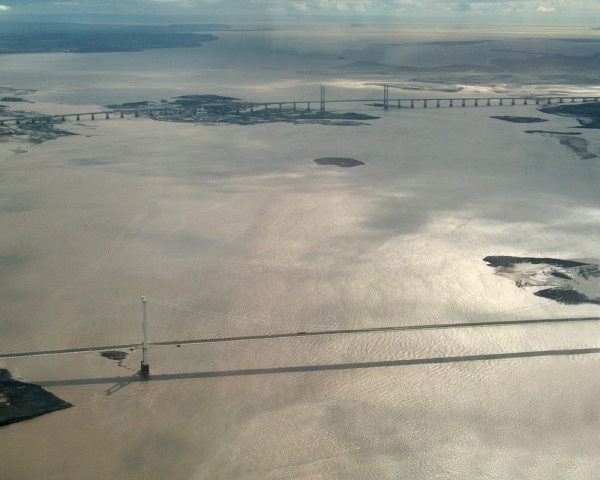
Severn Crossing: el "viejo" Puente de Severn en primer plano y el nuevo puente al fondo

Por medio del puente, de un kilómetro y medio de longitud, se une la localidad galesa de Monmouthshire y la inglesa de South Gloucestershire. Aunque al recorrer el puente se está cruzando la frontera anglo-galesa, el puente se encuentra realmente en su totalidad en Inglaterra.

## Construcción
El puente tiene una longitud de 1597 metros. Los dos pilares principales se distancian 988 metros y tienen una altura de 136 metros sobre el nivel del agua. La plataforma del puente tiene 32 metros de anchura.
La plataforma para la calzada, de un peso de 132 toneladas, se fabricó en la localidad de Chepstow, a 3 kilómetros de distancia, y se transportó río abajo.

## Tráfico
Hay dos carriles en cada dirección, lo que provoca embotellamientos en las horas punta. Los días más ocupados el tráfico alcanza las 50,000 unidades al día. Desde la apertura del puente Second Severn Crossing el tráfico se ha reducido a 15.000, el 15 % del total del tráfico en la desembocadura del Severn. La autopista M48 discurre sobre el puente. Hasta 1996 también la autopista M4, que hoy transcurre por el Second Severn Crossing.
El puente quedó libre de peajes en 2018.

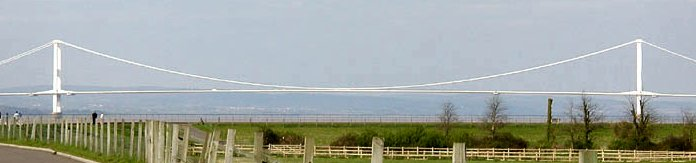
El puente del Severn en 2002